# Lori Robinson
Lori Jean Robinson est une générale quatre-étoiles américaine de l'United States Air Force. En 2014, elle devient la première femme à commander les forces aériennes du Pacifique. En 2016, elle est la première femme à obtenir diriger un commandement de combat unifié majeur (unified combatant command) avec le United States Northern Command et à ce titre, responsable de la défense du territoire américain. Elle dirige également le NORAD. La même année, le magazine Time la fait rentrer dans la liste des 100 femmes les plus influentes aux États-Unis. Elle prend sa retraite en 2018.

## Carrière militaire
Lori Robinson entre à l'US Air Force en 1982 via le programme des officiers de réserve (reserve officers training corps) de l'université du Nouveau Hampshire. Elle exerce diverses fonctions : officier chargé de la gestion des combats (air battle manager), instructrice et commandant de la division des opérations de commandement et de contrôle du USAF Weapons School, responsable des tactiques du 965th Airborne Warning and Control Squadron, command briefer au quartier général des forces aériennes du Pacifique, chef d'état-major adjoint et assistant exécutif au directeur à la Defense Information Systems Agency, and officier exécutif auprès du commandant du Air Combat Command.
Lori Robinson a commandé un groupe d'opération, un escadron d'entraînement et un escadron de contrôle aérien. Elle a été commandant adjoint du 405e Air Expeditionary Wing, gérant plus de 2 000 personnes volant sur B-1 Lancer, KC-135 Stratotanker and E-3 Sentry aircraft dans les opérations Opération Enduring Freedom et Iraqi Freedom. Elle a été Air Force Fellow au Brookings Institution à Washington, et a travaillé au Pentagon en tant que directrice au secrétariat à la Force aérienne des États-Unis, et chef d'état-major du Air Force Executive Action Group.
Lori Robinson a été également directrice adjointe pour l'application et le support des forces à l'état-major au Pentagone. Avant ce poste, elle était directrice chargée de liaison avec le Congrès au Secrétariat à l'Air Force, et commandant ajoint au Air Combat Command.
En septembre 2007, Lori Robinson est entrée dans l'histoire en devenant la première femme à être air battle manager et la première femme à diriger le 552e ACW, avec le grade de brigadier général.
En 2014, Lori Robinson est choisie pour commander les forces aériennes du Pacifique à Hawaii, devenant ainsi la première femme à atteindre le grade de général quatre étoiles. En 2016, elle prend le commandement du United States Northern Command. Elle est la première femme à diriger un commandement unifié interarme américain. Elle prend sa retraite en 2018.

## Dates de promotions
Date d'obtention de grade :
- Second Lieutenant, 24 mai 1981
- First Lieutenant, 11 septembre 1983
- Captain, 11 septembre 1985
- Major, 1er janvier 1994
- Lieutenant Colonel, 1er juillet 1998
- Colonel, 1er août 2002
- Brigadier General, 22 juillet 2008
- Major General, 1er mai 2011
- Lieutenant General, 20 mai 2013
- General,  16 octobre 2014